# (23442) 1986 QJ2
1986 كيو جاي 2 (ويعرف أيضًا باسم (23442) 1986 كيو جاي 2 وفق تسمية الكوكب الصغير) (بالإنجليزية: 1986 QJ2)‏؛ هو كويكب ضمن حزام الكويكبات.
اكتُشف هذا الجُرم الفلكي بواسطة هنري ديبهون في 28 أغسطس 1986، وترتيبه 23442 من حيث الاكتشاف.

## الوصف
اكتُشف 234421986QJ في 28 أغسطس 1986 في مرصد لاسيلا، الواقع في صحراء أتاكاما، إقليم كوكيمبو في تشيلي، بواسطة عالم الفلك البلجيكي هنري ديبهون. وقد رصد المشروع 2,124 مشاهدة للكويكب إلى غاية 5 فبراير 2022 بتوقيت منطقة المحيط الهادئ، أي في مدة قدرها 25,932 يومًا (71 عام). تستغرق الفترة المدارية للكويكب 2,010 يومًا (5.5 عام).

## الخصائص المدارية
يتميز مدار هذا الكويكب بنصف محور رئيسي يبلغ 3.12 وحدة فلكية، وحضيض قدره 2.69 وحدة فلكية، وانحراف قدره 0.138 وزاوية ميلان 4.57 درجة بالنسبة لمسار الشمس. بسبب هذه الخصائص، أي نصف المحور الرئيسي بين 2 و3.2 وحدة فلكية وحضيض أكبر من 1,666 وحدة فلكية، يُصنف هذا الجُرم الفلكي وفقًا لقاعدة بيانات مختبر الدفع النفاث لأجرام النظام الشمسي الصغيرة كائنًا من حزام الكويكبات الرئيسي.

## الخصائص الفيزيائية
يُقدر القدر المطلق (H) لـ234421986QJ بـ13.41 ووضاءته بـ0.072، مما يمكِّن تقدير قطره بـ 10.800كم. استُخلصت هذه النتائج بفضل ملاحظات مستكشف الأشعة تحت الحمراء عريض المجال (WISE)، وهو مرصد فضائي أمريكي وُضع في المدار في عام 2009 ويراقب السماء بأكملها بالأشعة تحت الحمراء، في عام 2011، نُشرت النتائج الأولى المتعلقة بالكويكبات من الحزام الرئيسي.

## وصلات خارجية
- (23442) 1986 QJ2 في قاعدة بيانات مختبر الدفع النفاث لأجرام النظام الشمسي الصغيرة

- الاكتشاف · مخطط المدار ·  العناصر المدارية · المعلمات المادية

- (23442) 1986 QJ2 على موقع ويكي سكاي: DSS2, SDSS, GALEX, IRAS, Hydrogen α, X-Ray, Astrophoto, Sky Map, Articles and images